# 彦坂元正
彦坂 元正（ひこさか もとまさ）は、安土桃山時代から江戸時代前期にかけての上級武士・代官頭。別名は元成、通称は小刑部。

## 経歴

### 生い立ち
三河国の国人で今川義元に仕えた彦坂光景の嫡男として誕生。今川氏没落後に徳川家康に仕えた父と共に、代官として活躍した。初めは近江国で代官を務め、天正17年（1589年）に当時徳川氏が領した三河・遠江国・駿河国・甲斐国・信濃国の5か国の総検地をおこなった際、遠江・駿河・三河の3か国への七か条の定書を奉行として発給した。

### 武将として

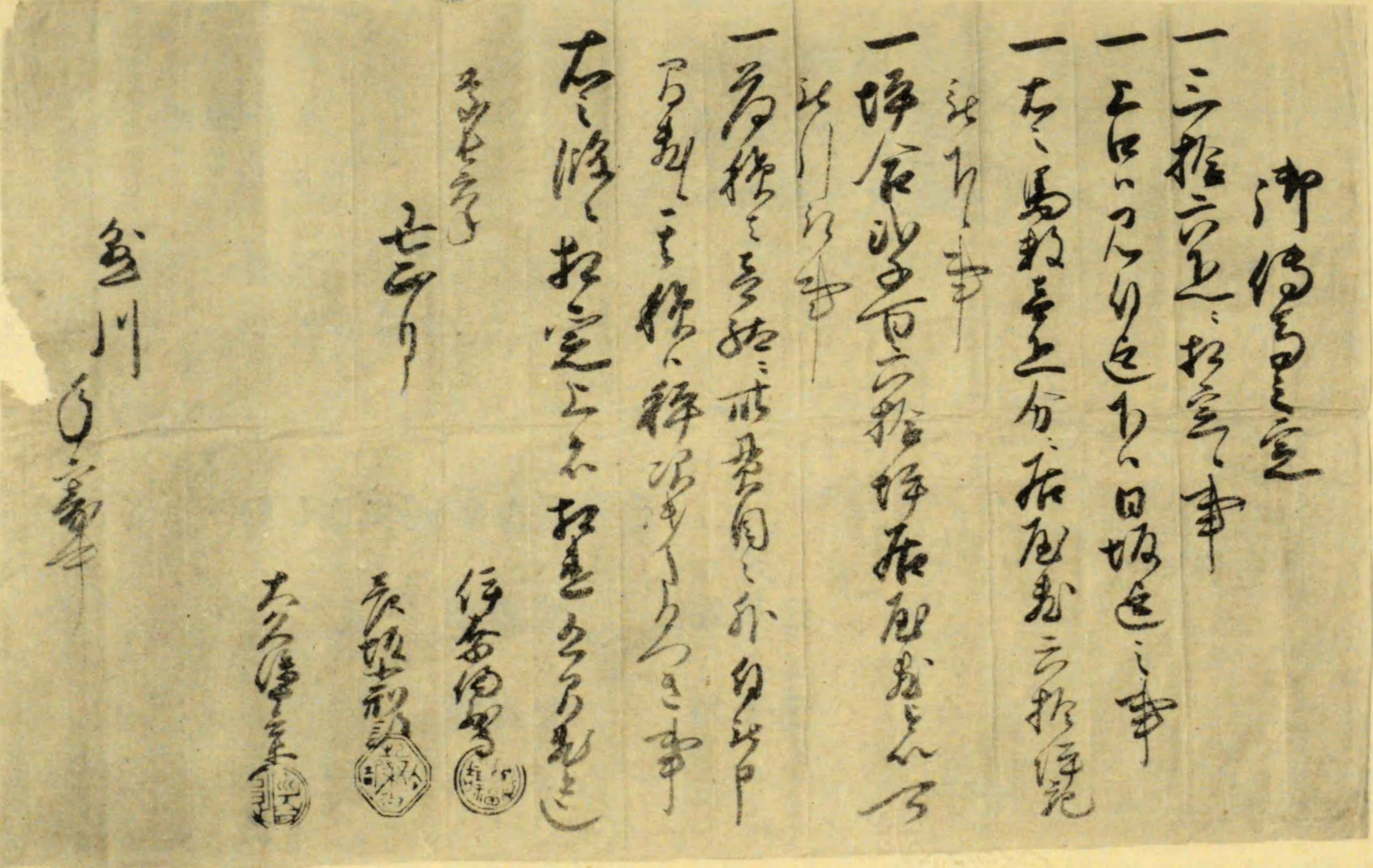
遠江国佐野郡懸川宿の年寄に対する掟書（『德川家奉行衆連署傳馬掟書』慶長6年1月、個人蔵）。伊奈忠次、大久保長安と連署しており、「彥坂小刑部」と記され黒印が押されている

天正18年（1590年）の小田原征伐のため家康が駿府を出陣した際には、長柄奉行として長柄（槍）200本を与えられている。戦後、家康が関東へ移封されると、元正もそれに従い、相模国鎌倉郡岡津村（現神奈川県横浜市泉区）の岡津陣屋に移り、大久保長安、伊奈忠次、長谷川長綱らと代官頭に任命された。また、この頃には板倉勝重と共に江戸町奉行に任じられ、江戸の基礎工事に尽力した。年貢徴収においては、豊作の年には多く、凶作の年には少なく、という検見法に似たやり方を行った。
慶長5年（1600年）の関ヶ原の戦いでは大久保長安、伊奈忠次ら三目代の一人として小荷駄奉行を担当し、兵器や食糧輸送などの後方支援を行った。戦後石田三成の居城佐和山城の引渡し、毛利氏の支配した石見国の銀山の接収なども行っている。
慶長6年（1601年）に東海道を制定した際には、各宿場の巡検などを行い、大久保長安と共に一里塚や伝馬の整備に尽くした。伝馬定書の「御伝馬之定」には大久保長安、伊奈忠次らと共に連署に名を残している。このように民政において多大な功績を残し一定の開発業務の完了後、家康の下において信頼を得た。
また、鶴岡八幡宮の御宝殿の修理も命じられたが、慶長6年（1601年）6月25日、神慮に背く不備があったとして閉門処分を受けた。伊豆国の金山の奉行にも任ぜられたが、大久保長安のような採鉱技術が無かったため実績はあがらなかった。
慶長8年（1603年）からは陸奥国白川郡も管轄した。
慶長11年（1606年）1月、支配地域の農民から、道理に外れた振る舞いが多く、年貢を私物化したと上訴されて失脚し、長男・次男も連座して籠居処分を受けた。慶長20年（1615年）6月28日には、増上寺の源誉（慈昌）を通じて赦免を願ったが、家康から許しが出ることはなかった。ただし、徳川秀忠の命により、古河藩主土井利勝に密かに仕えていたという。
寛永11年（1634年）1月8日に死去し、家は断絶した。弟・宗有の系統も、天和2年（1682年）に不正があったとして流罪に処され、途絶えている。